# Irundiaba waorani
Irundiaba waorani é uma espécie de besouro da família Cerambycidae, e a única espécie do gênero Irundiaba . Foi descrito por Martins & Galileo em 2008.